# Alois Kalvoda
Alois Kalvoda (15. května 1875 Šlapanice – 25. června 1934 Běhařov) byl český malíř-krajinář, grafik, publicista, redaktor a pedagog. Byl jedním z nejvýznamnějších žáků Julia Mařáka.

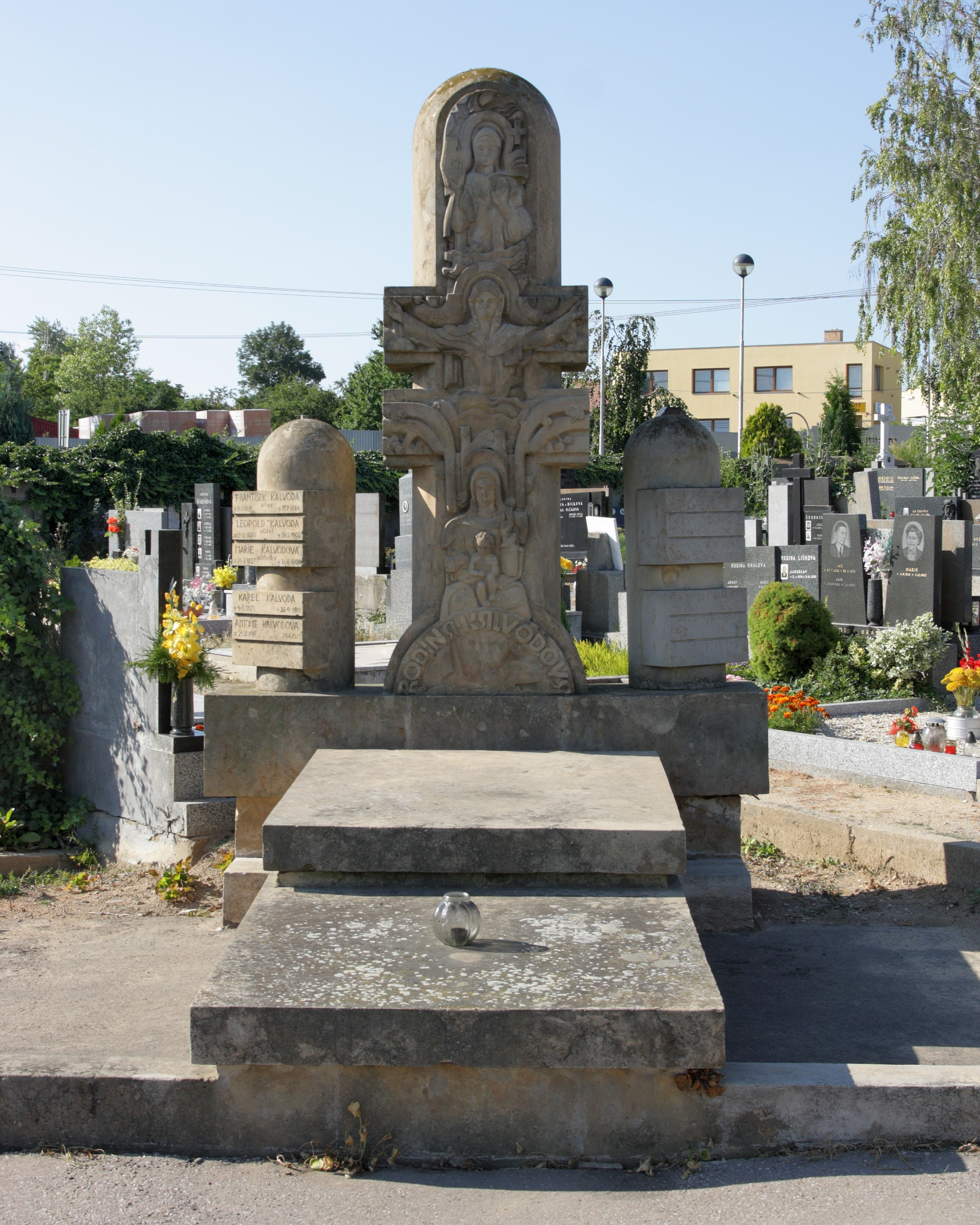
Pomník malíře Aloise Kalvody a jeho rodiny na šlapanickém hřbitově

## Život

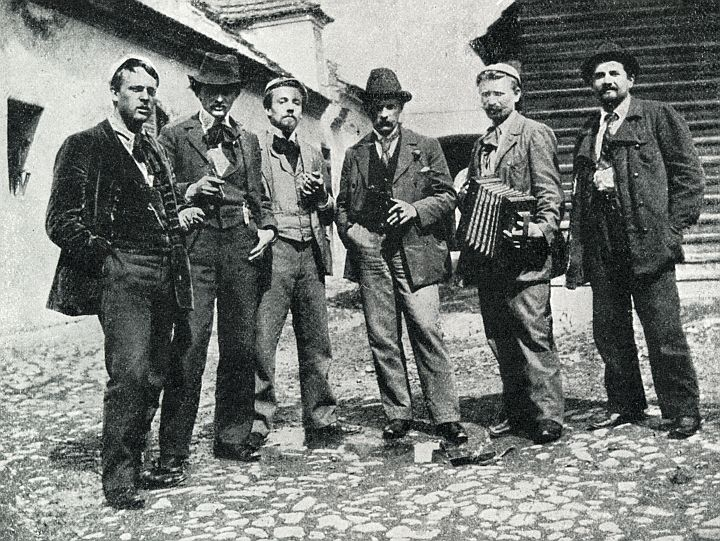
Mařákovi žáci, zleva – Kalvoda, Langer, Satra, Ullmann, Bubeníček, Lolek

Alois Kalvoda se narodil ve Šlapanicích u Brna v domě čp. 156 v rodině čtvrtláníka Františka Kalvody (1831–1884) a Mariany, rozené Zemanové (1840–1916), jako téměř nejmladší z devíti (?) dětí. Od roku 1888 studoval na gymnáziu v Brně, studium ale nedokončil. V letech 1892–1899 (s ročním přerušením 1896/97 z důvodu vojenské služby) se stal žákem prof. Julia Mařáka na pražské akademii. V roce 1899 obdržel Hlávkovo studijní stipendium. V letech 1900 a 1901 získal prestižní Hlávkovo absolventské cestovní stipendium. Stipendijní pobyty absolvoval v Paříži a v Mnichově.
V roce 1900 otevřel soukromou malířskou školu v Praze na Vinohradech, v níž mezi jeho žáky patřili mj. Gustav Macoun, Otakar Hůrka, Josef Váchal, Karel Němec, Karel Schadt, Milada Šindlerová, Marta Drábková-Rožánková, Anna Plesingerová-Božinová,  Karel Kupka, Svatopluk Bobeš, Jaro Procházka, Vilém Kreibich, Hilar Václavek, Bohumil Hradečný, Augustin Nezval nebo významný slovenský malíř Martin Benka. V roce 1902 poprvé souborně vystavoval, a to 62 obrazů ve výstavní síni U Štajgrů (Vodičkova ulice v Praze). V červenci 1905 koupil chalupu houslisty Ferdinanda Laubeho pod Křivoklátem a často maloval v okolí Berounky. Po smrti Jaroslava Špillara koupil jeho věhlasný pojízdný ateliér, který využíval při malování zimních motivů. Roku 1918[zdroj⁠?!] zakoupil a v letech 1923–1927 adaptoval zámek Běhařov na Klatovsku, kde pak pořádal letní malířské kursy pro krajináře.
Souborně vystavoval (výběr): Topičův salon v Praze (1908, 39 prací), Plzeň (1916, 100 prací), Olomouc (1923, 36 prací), Obecní dům v Praze (1925, 86 prací), Topičův salon (1927), Hradec Králové (1928) a Slavkov (1931, 47 prací). Na začátku roku 1936 mu Jednota umělců výtvarných uspořádala posmrtnou výstavu v Obecním domě (110 prací). Opakovaně vystavoval své obrazy v zahraničí: Mnichov (1909), Řím, Düsseldorf a Poznaň (1911), Berlín a Drážďany (1912), Benátky (1920), Řím (1922) a Pittsburg (1924).
V letech 1899 až 1905 byl členem SVU Mánes. Od roku 1905 pravidelně vystavoval ve Vídni s Hagebundem (minimálně do roku 1910). V roce 1907 byl spoluzakladatelem Sdružení výtvarných umělců moravských. Rovněž byl dlouholetým členem Jednoty umělců výtvarných a redigoval umělecký časopis Dílo. V roce 1929 Jednota umělců výtvarných vydala jeho knihu Přátelé výtvarníci (vzpomínky a úvahy 1907–1929), která zahrnuje i články dříve publikované v umělecké revue Dílo. V roce 1932 vydal vlastním nákladem autobiografickou knihu Vzpomínky.
Byl dvakrát ženat. Poprvé se oženil v roce 1905 s Annou Fastrovou (rozvedeni v roce 1929), v roce 1933 si vzal Boženu Pelouškovou. Měl dceru Taťánu. 
Zemřel v roce 1934 ve věku 59 let. Pohřben byl na hřbitově ve Šlapanicích v rodinné hrobce, kterou nechal postavit ještě za svého života.

## Dílo
Již jako student se odchyloval od směřování první generace žáků Mařákovy školy, která ještě tvořila pod vlivem lyrického romantismu (např. Václav Březina). Vyšel z plenérové malby Antonína Chittussiho a jeho přístup dobře reprezentuje absolventská práce Osiky u Velkých Němčic (1897). Vliv J. Mařáka je patrný v dalších raných obrazech Chýše u strže a Olše u potoka (1898). Již krátce po studiu se uvolněným štětcovým rukopisem přiblížil k impresionismu, např. Na Marně (1900) a Senoseč na Slovácku (asi 1901). Typický je však pro jeho pojetí krajiny styl secesního symbolismu, např. cyklus Sny (1902) a Cesta (1902), resp. secesního dekorativismu, např. Sníh v údolí Berounky (okolo 1905) a Vlčí máky (asi 1907). V pozdějším období své tvorby, zejména po roce 1920, je pod vlivem naturalismu.
Z motivů se soustředil na selské chalupy v krajině, sklizeň, lesní krajinu, atmosférické jevy, potoky a tůně. Neholdoval melancholickému pojetí zasněné krajiny. Inspirovaly ho prosté motivy moravské krajiny z oblasti Břeclavska či Strážnice, které ztvárňoval lehkým štětcem v jasnějších barvách. K jeho typickým motivům patří vedle selských stavení i louky lemovaná stromy – zejména břízami, rozlehlé stráně a táhlé kopce.

## Galerie

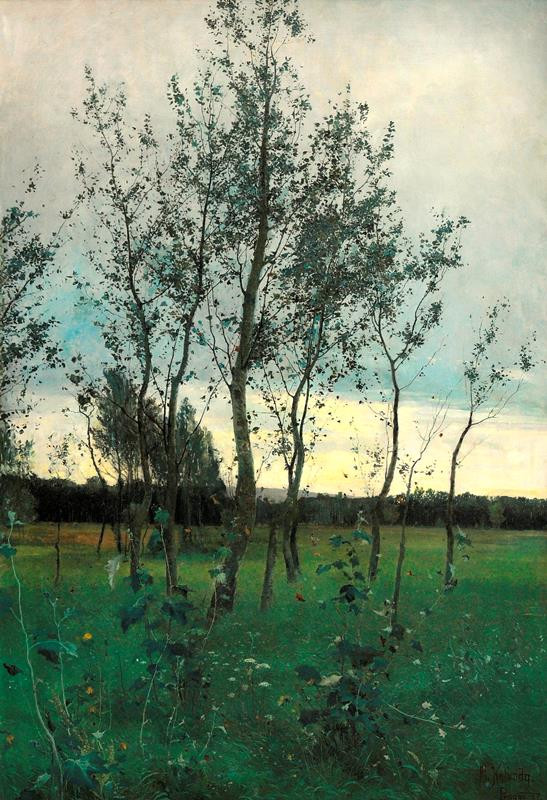
Alois Kalvoda Osiky u Velkých Němčic (1897)
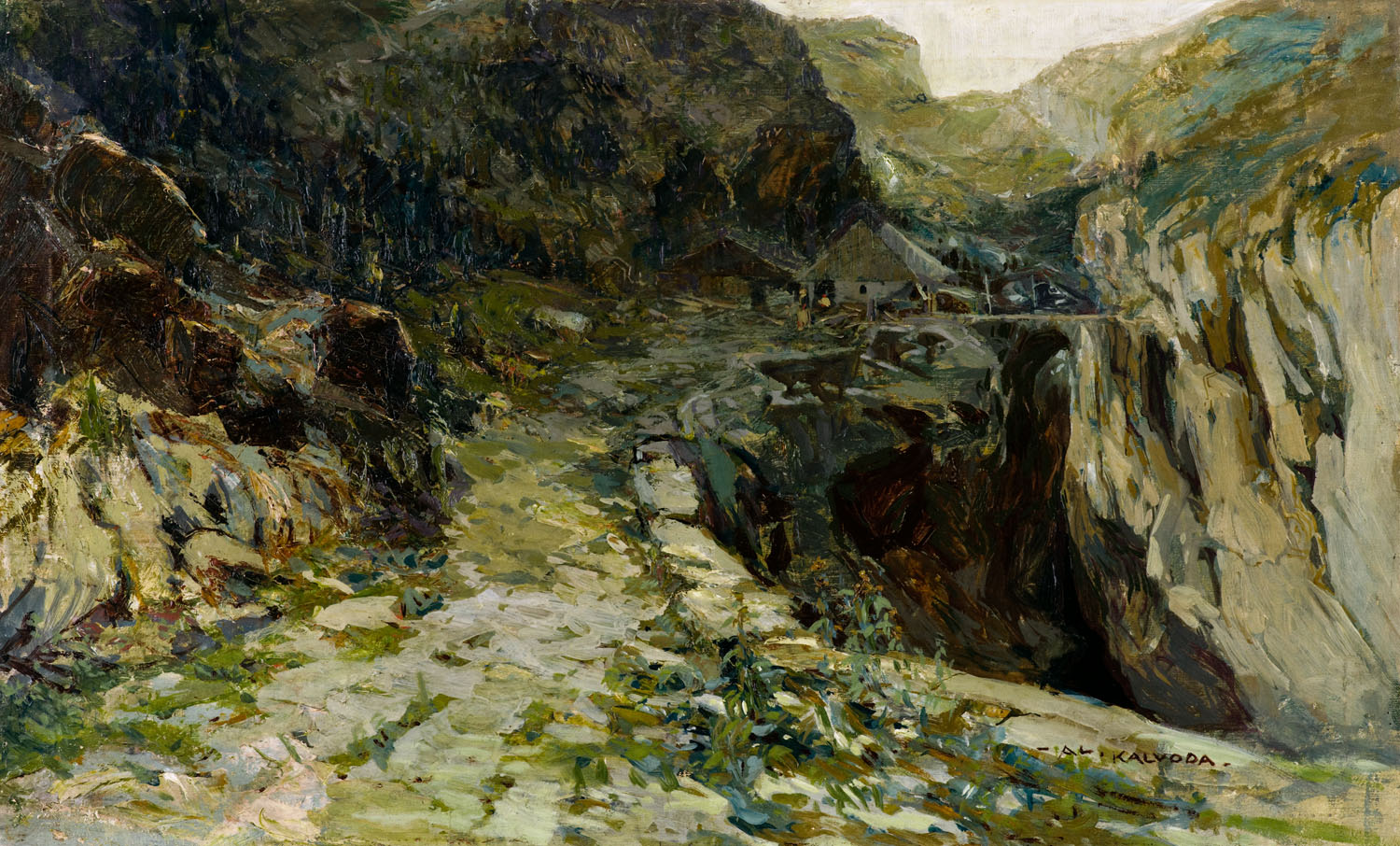
Alois Kalvoda Chýše u strže
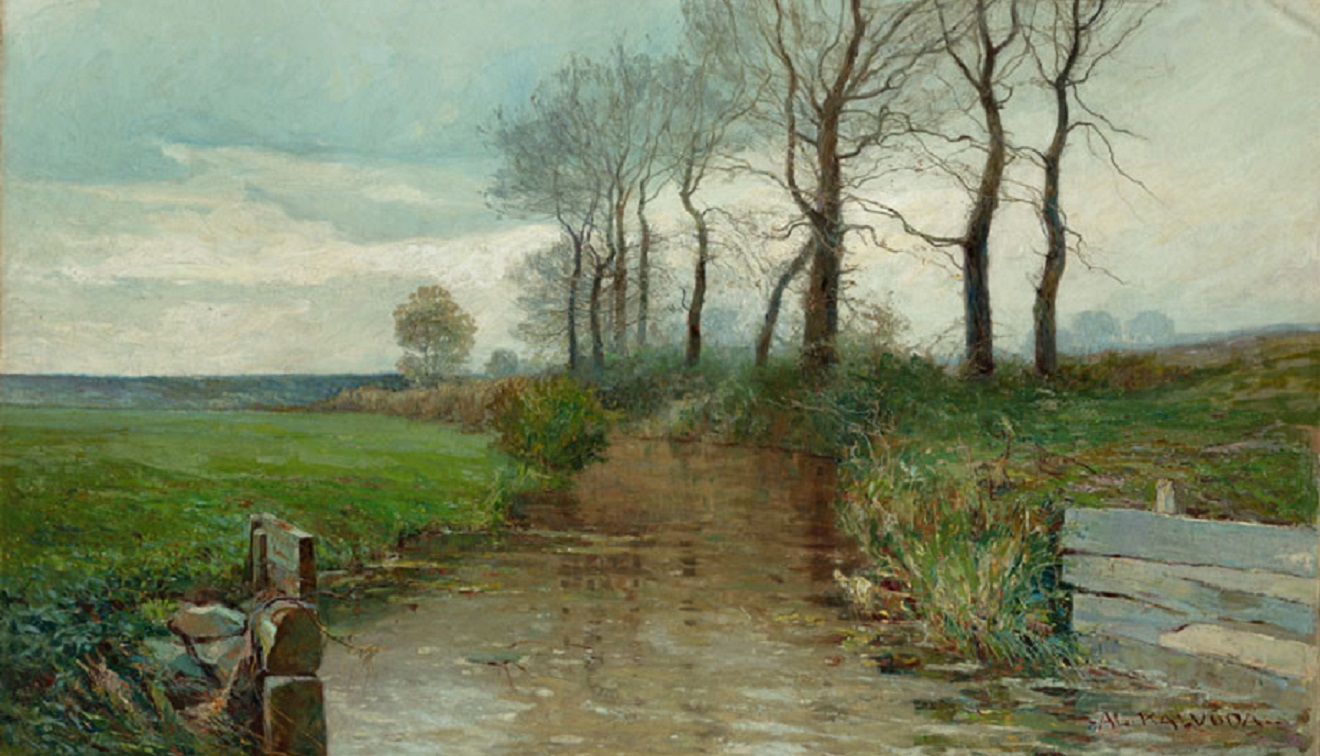
Alois Kalvoda Olše u potoka (1898)
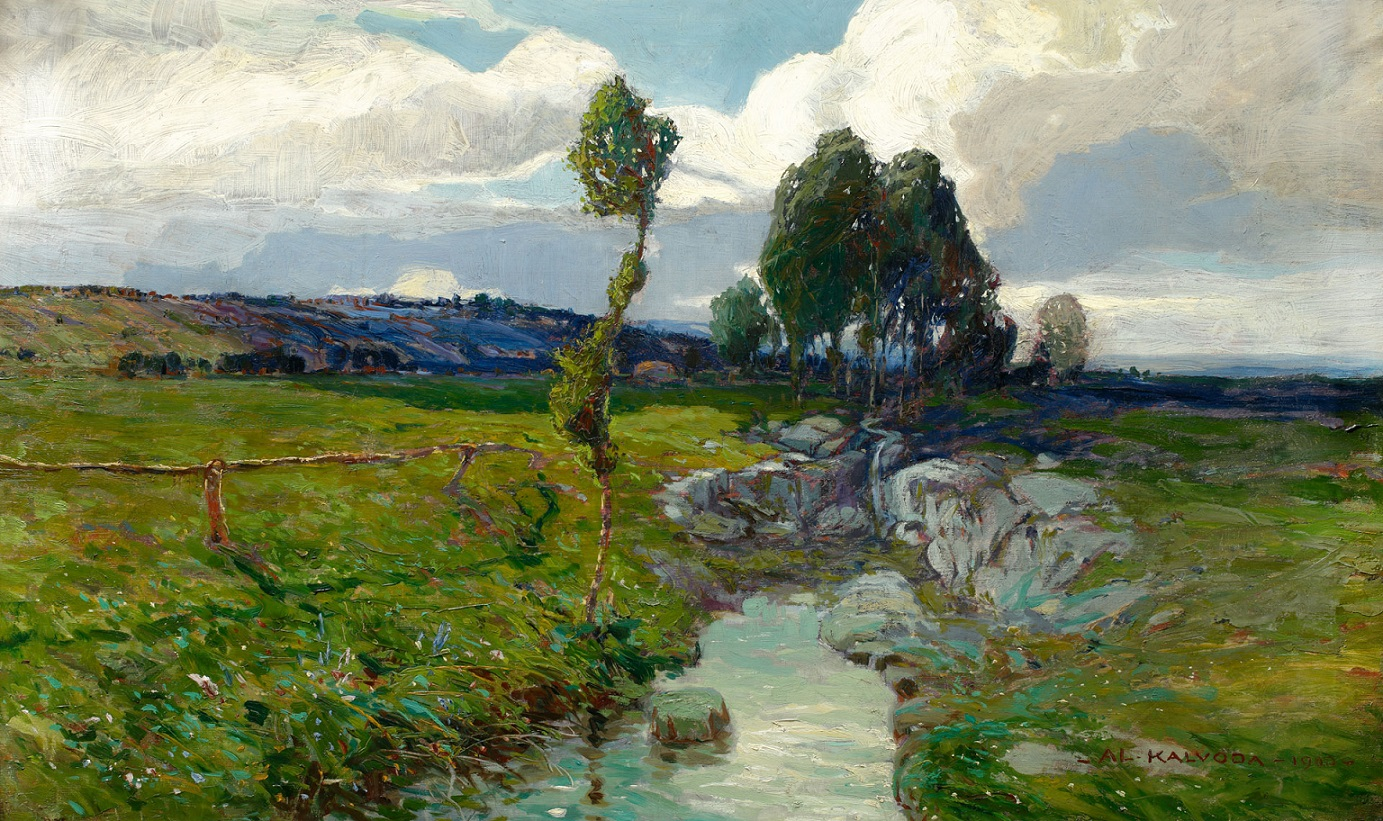
Alois Kalvoda Krajina s říčkou (1900)
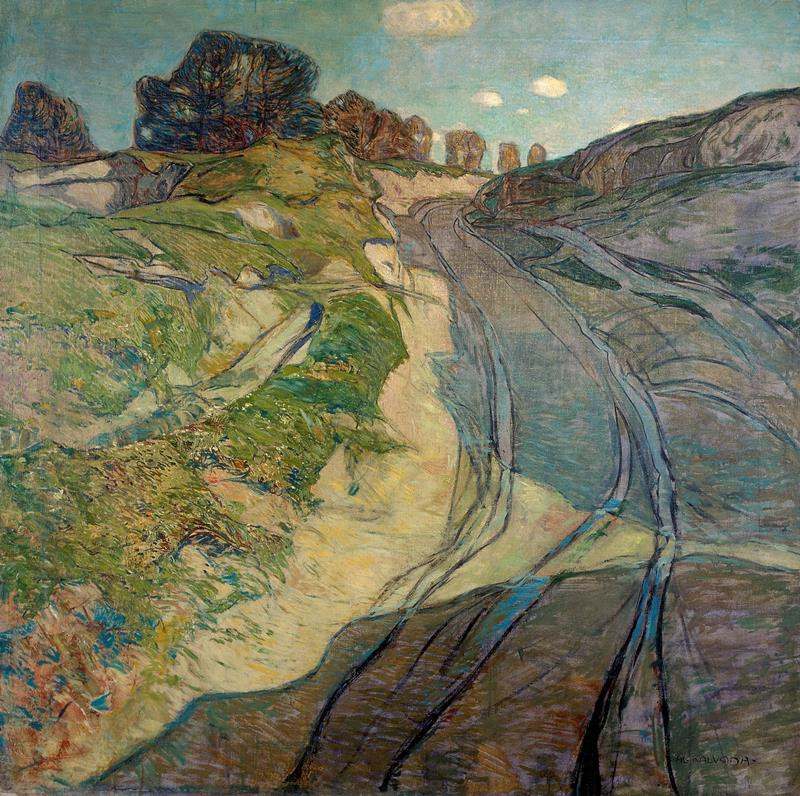
Alois Kalvoda Cesta (1902)
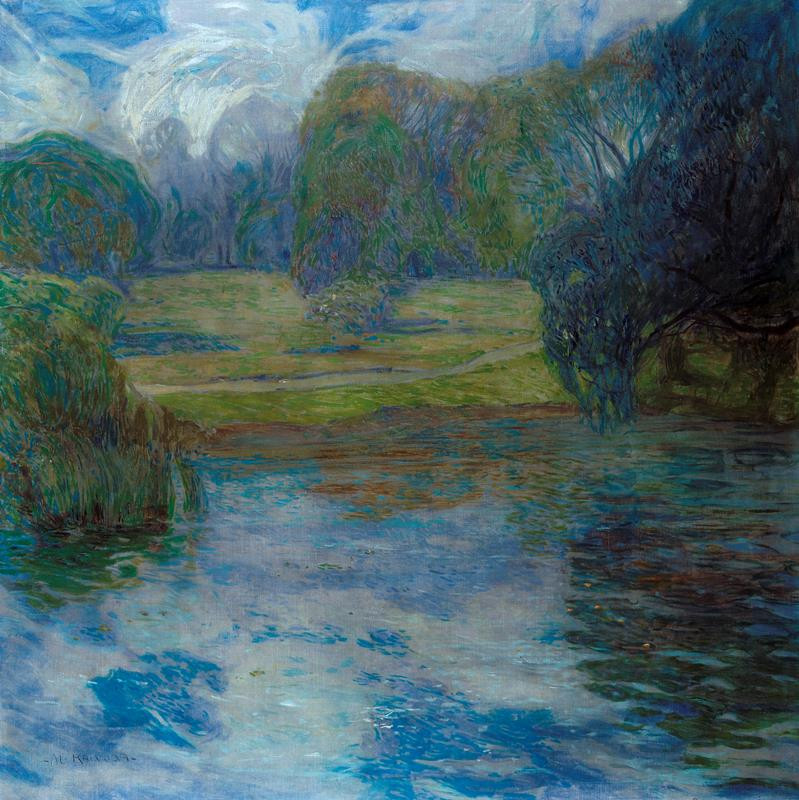
Alois Kalvoda Podzimní slunce (1903)
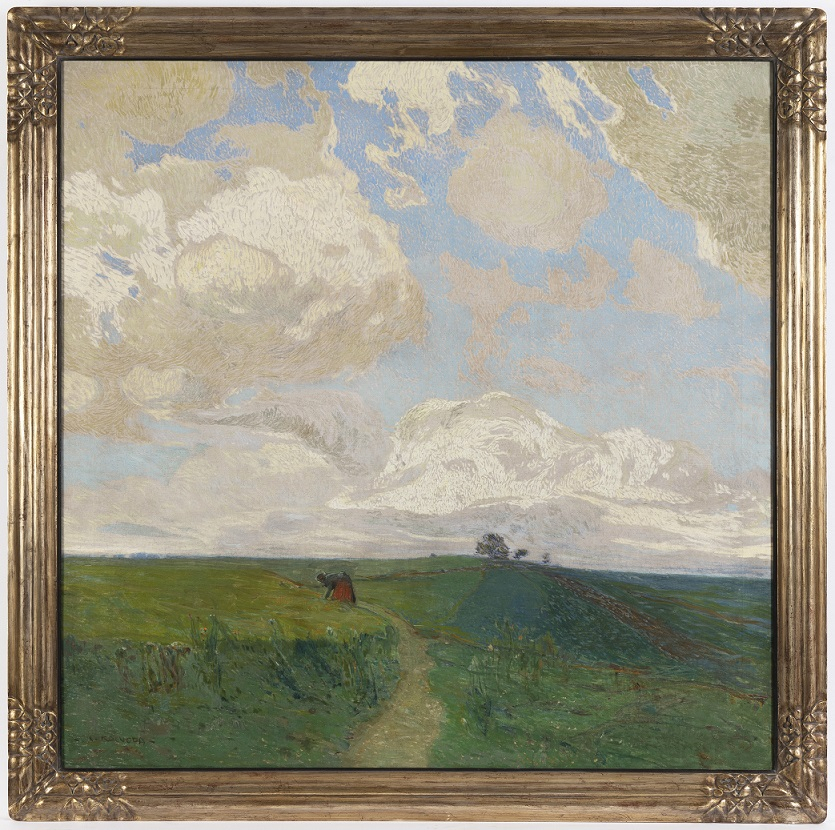
Alois Kalvoda Letní krajina (1903)
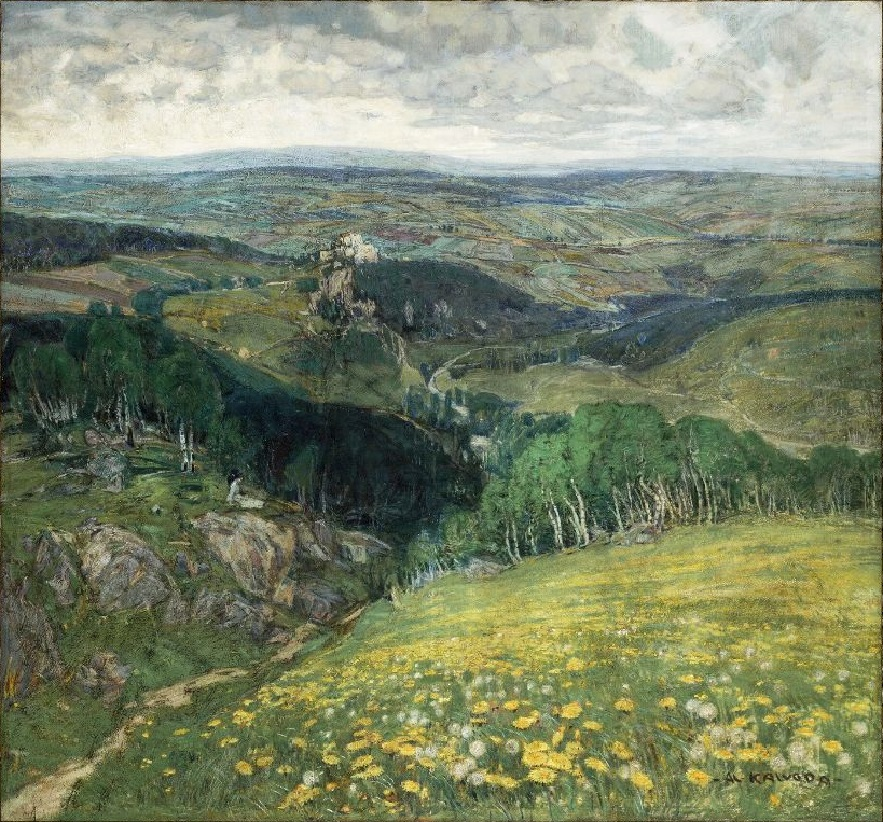
Alois Kalvoda Český kraj (1904)
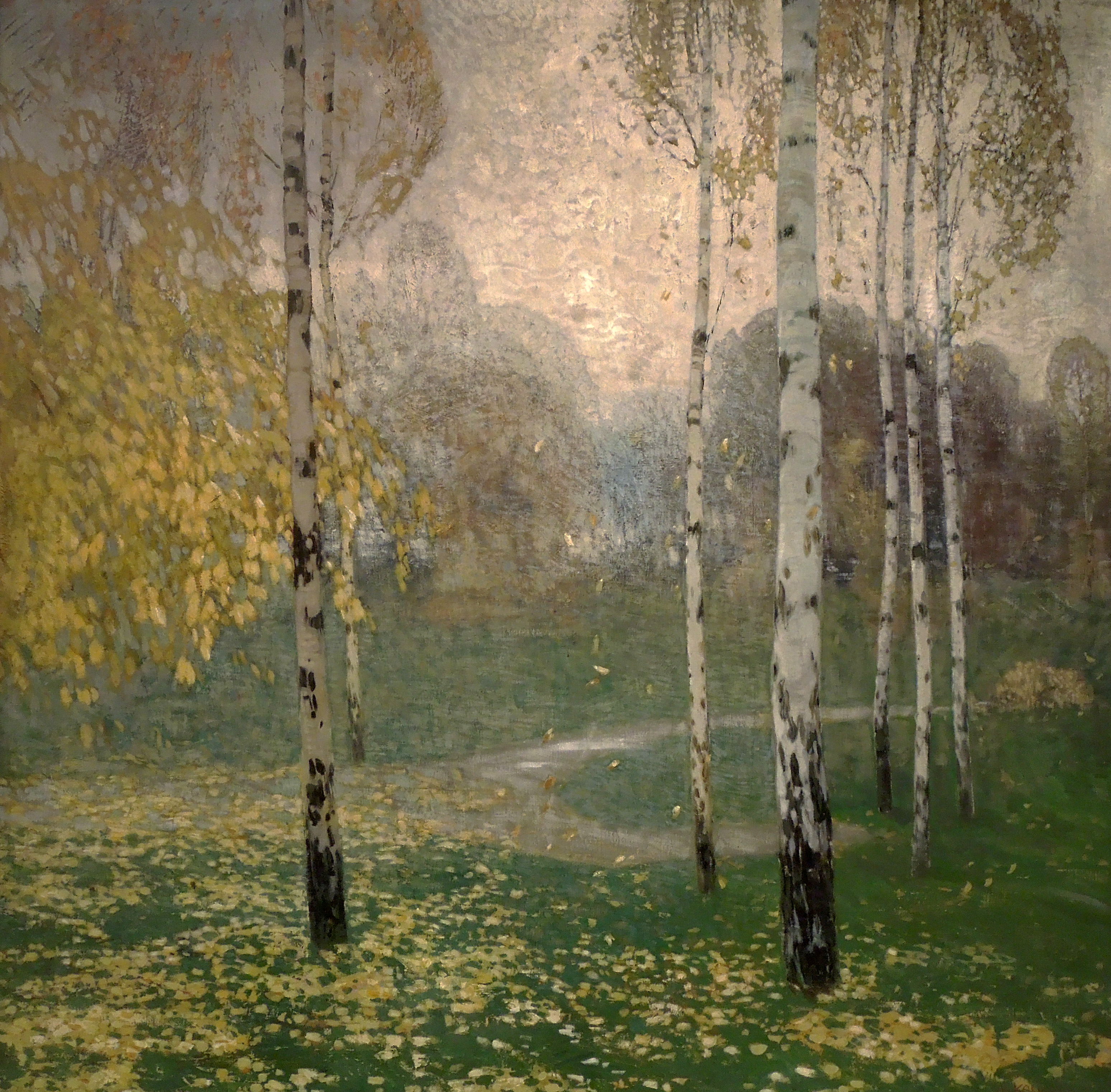
Alois Kalvoda Břízy (1904)
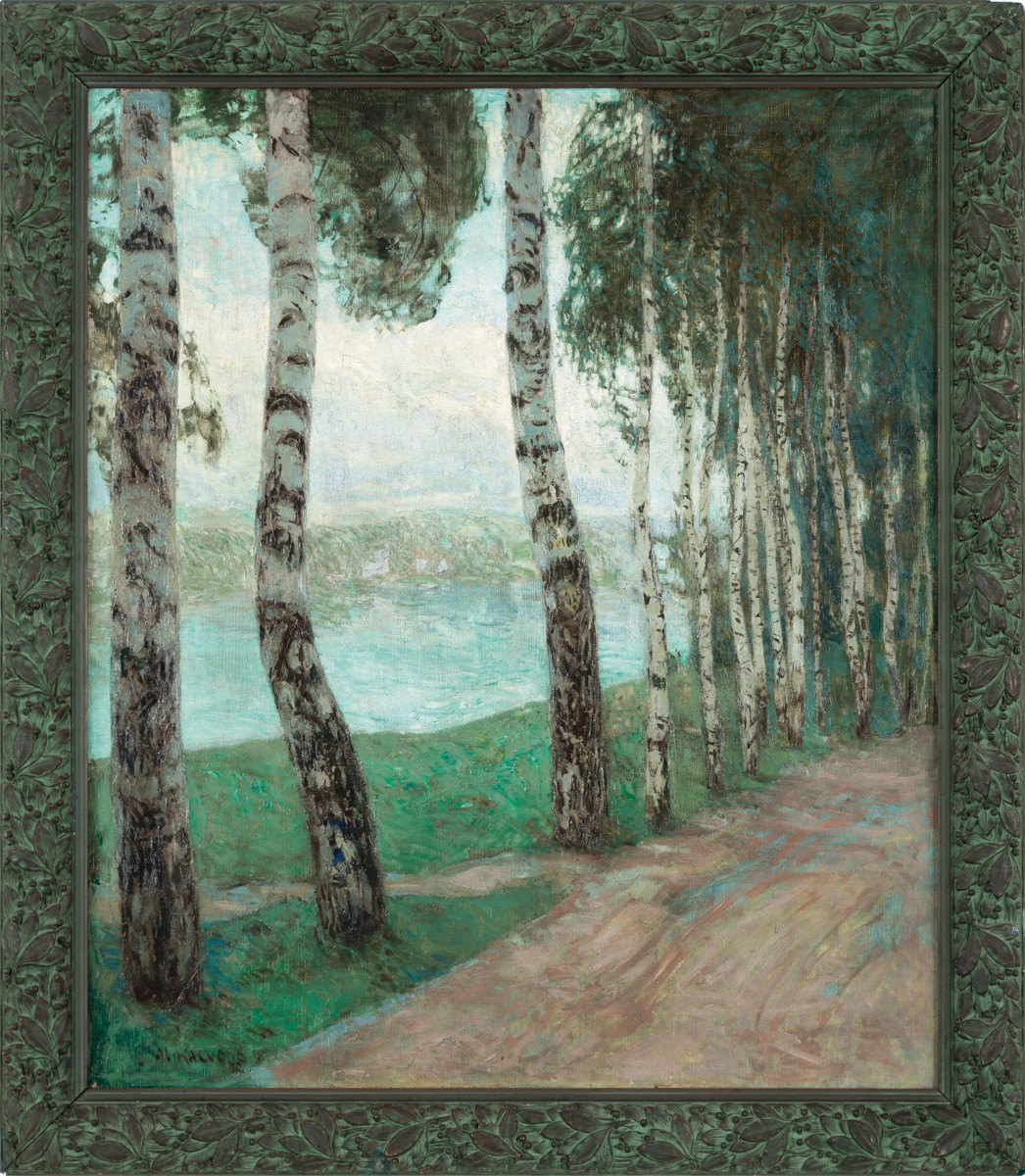
Alois Kalvoda Březová alej
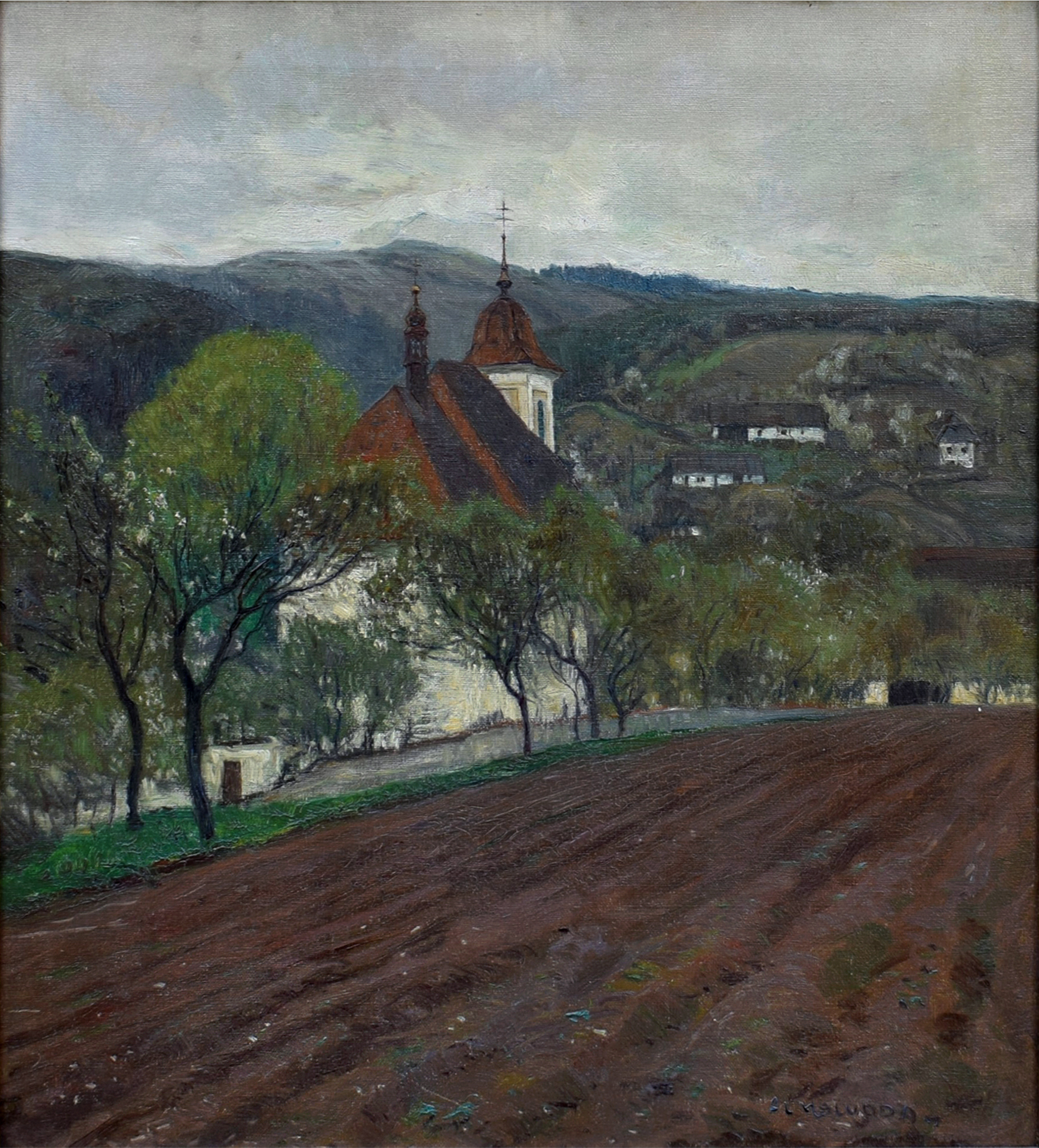
Alois Kalvoda Kostel sv. Jakuba Většího v Městečku u Křivoklátu (1904)
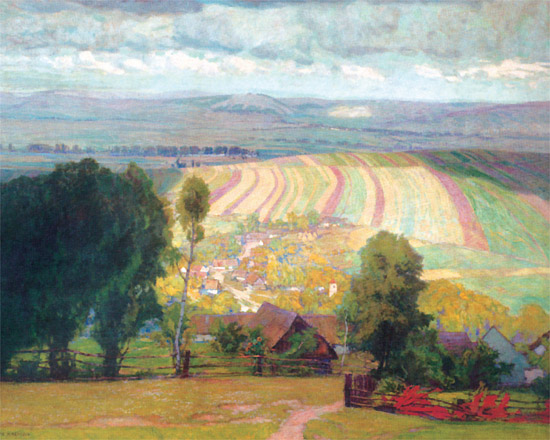
Alois Kalvoda Slovácko – pohled ke svatému Antonínku (1906)
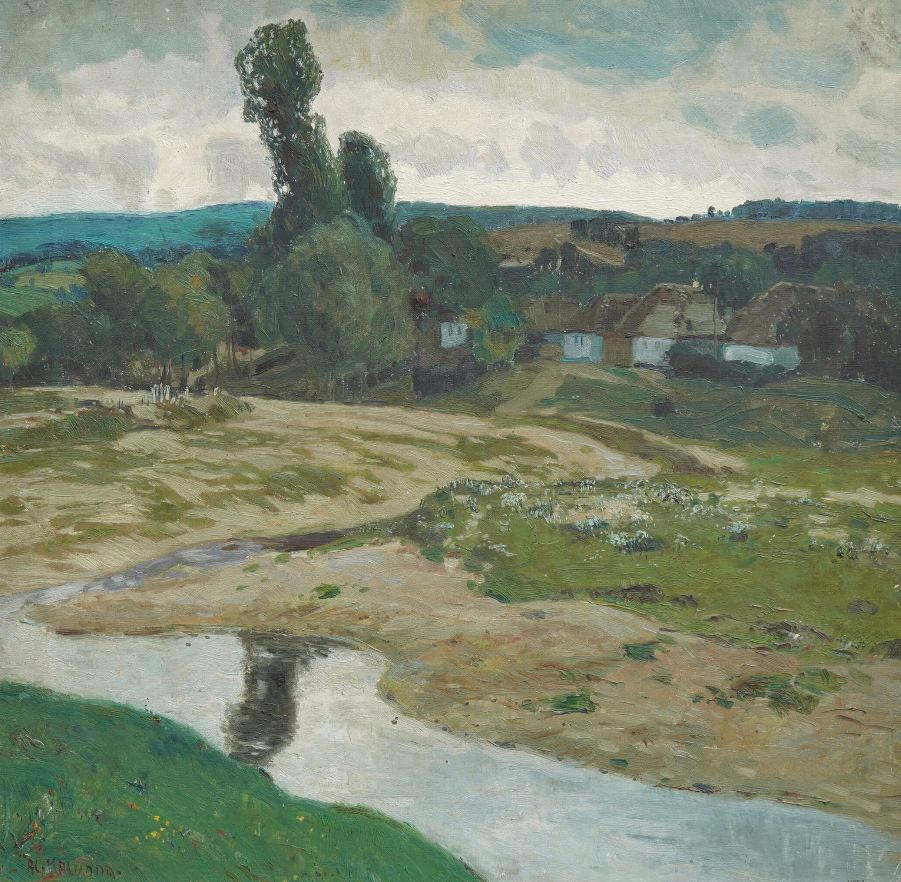
Alois Kalvoda Česká ves za soumraku (1907)
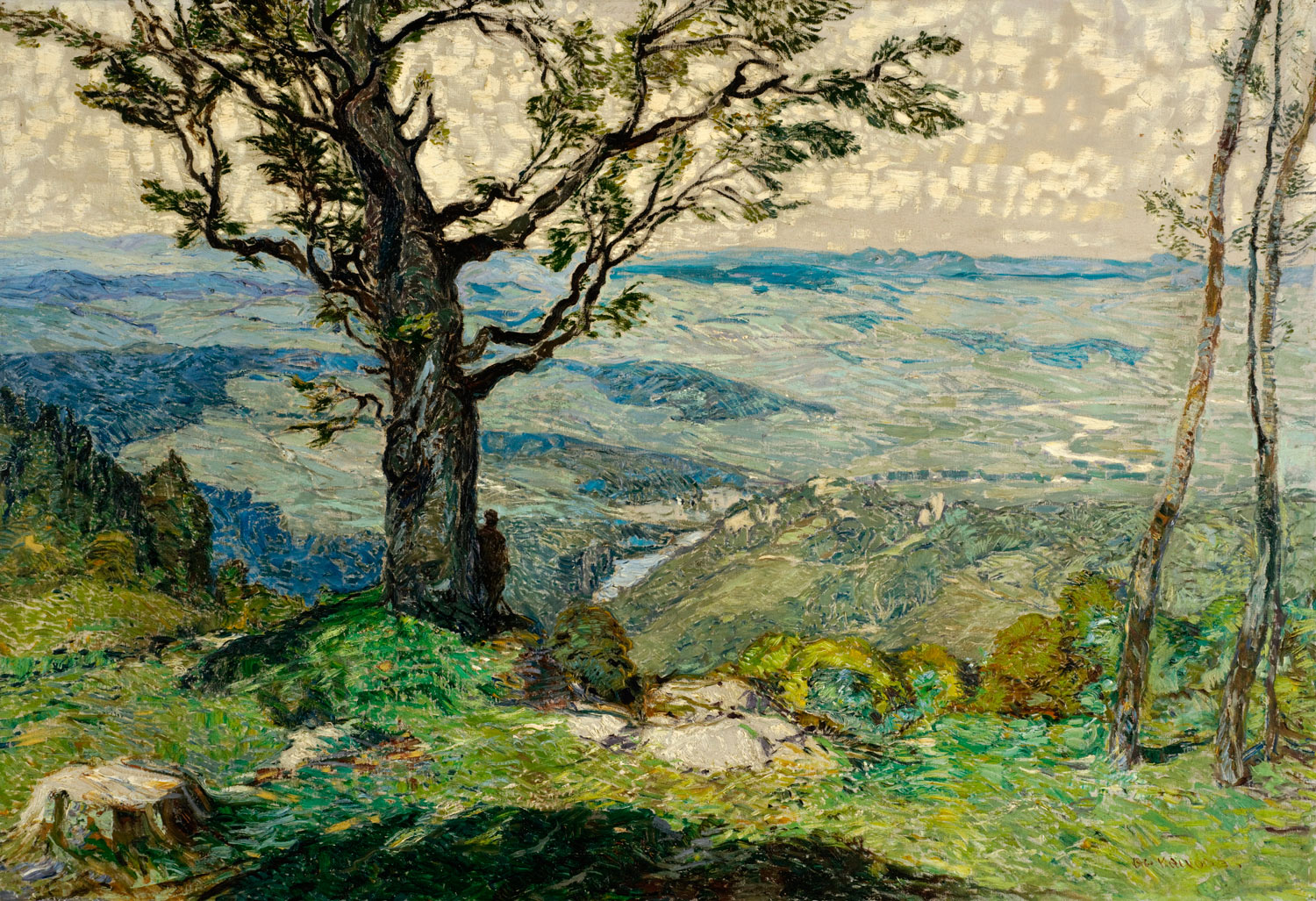
Alois Kalvoda Krajina s poutníkem (asi 1907)
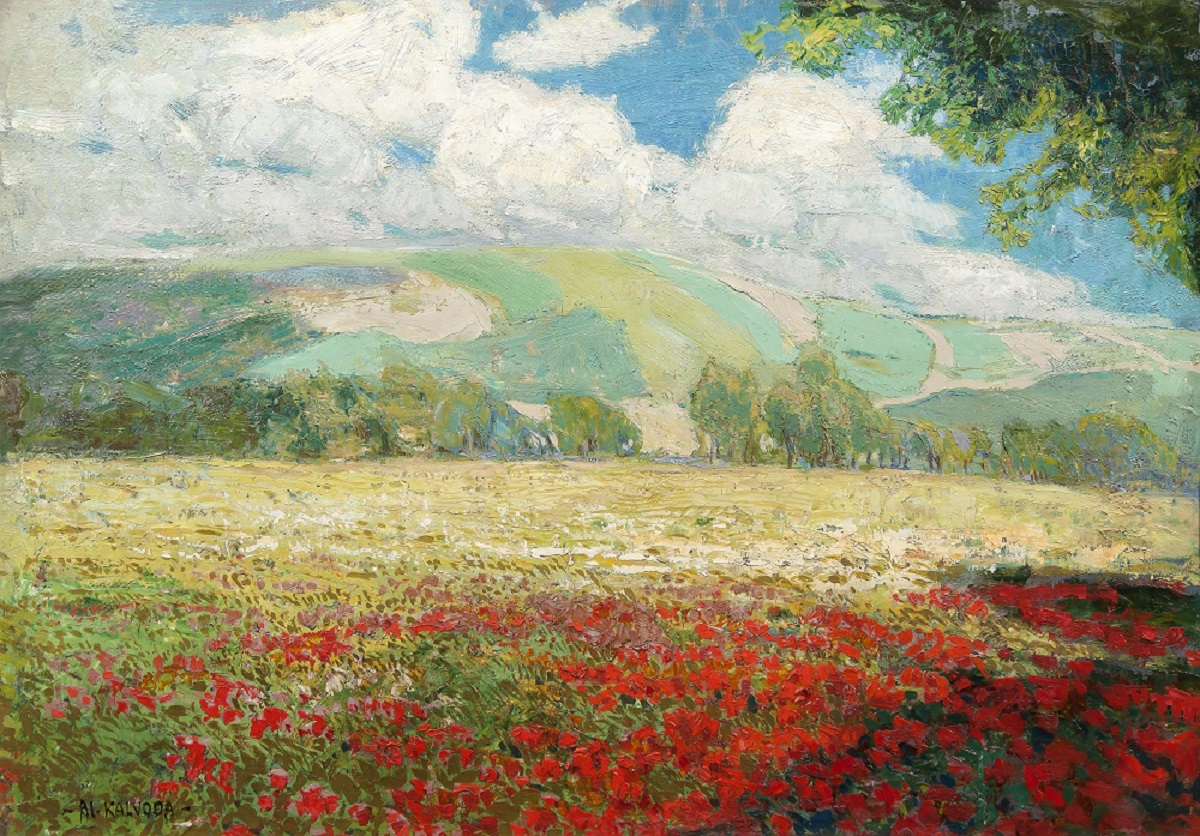
Alois Kalvoda Vlčí máky (okolo 1907)
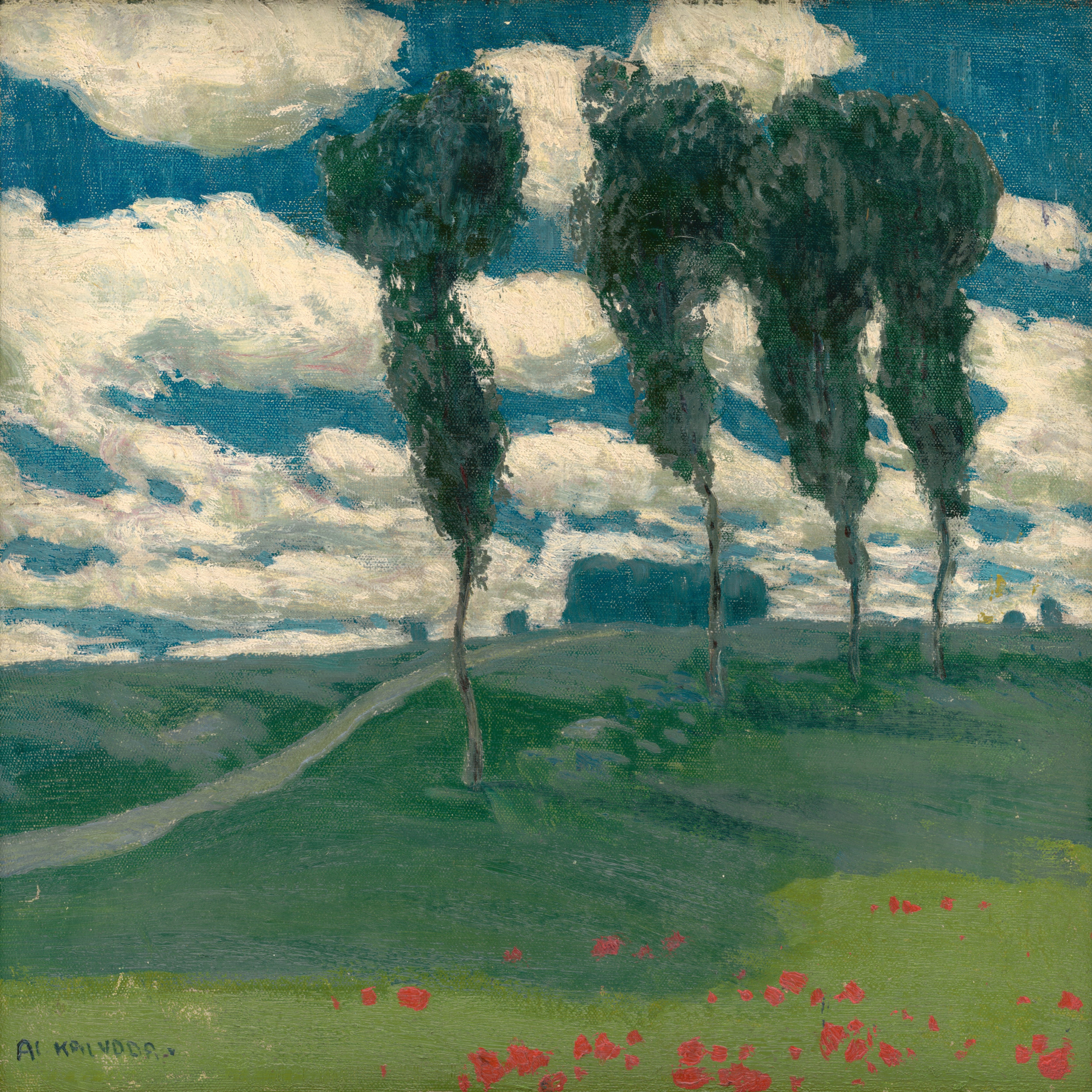
Alois Kalvoda Jarní krajina s topoly (1914–20)
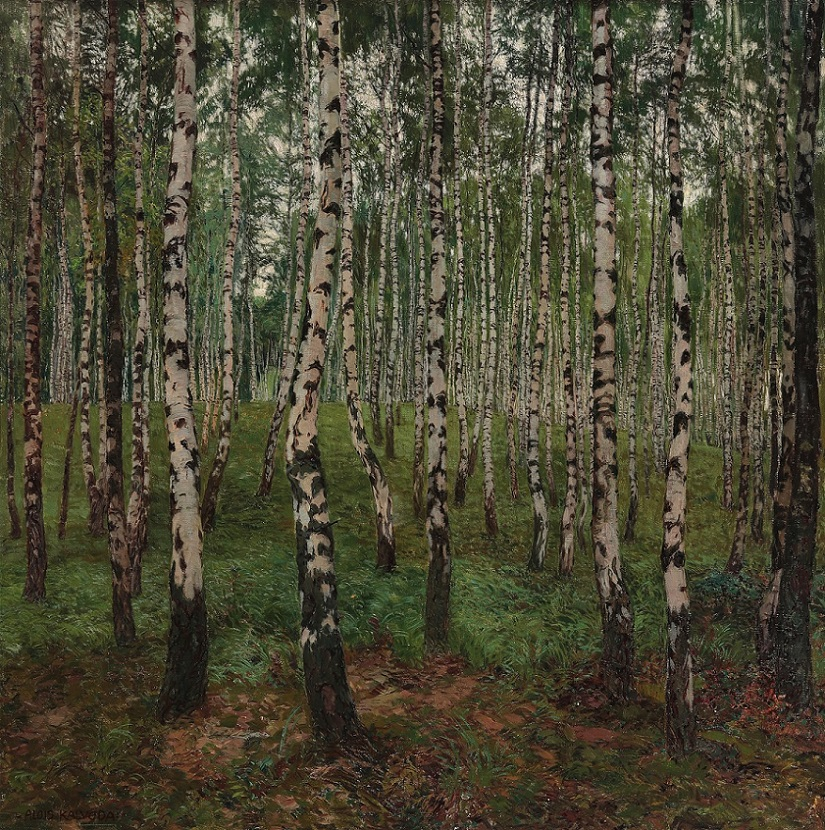
Alois Kalvoda Březový les
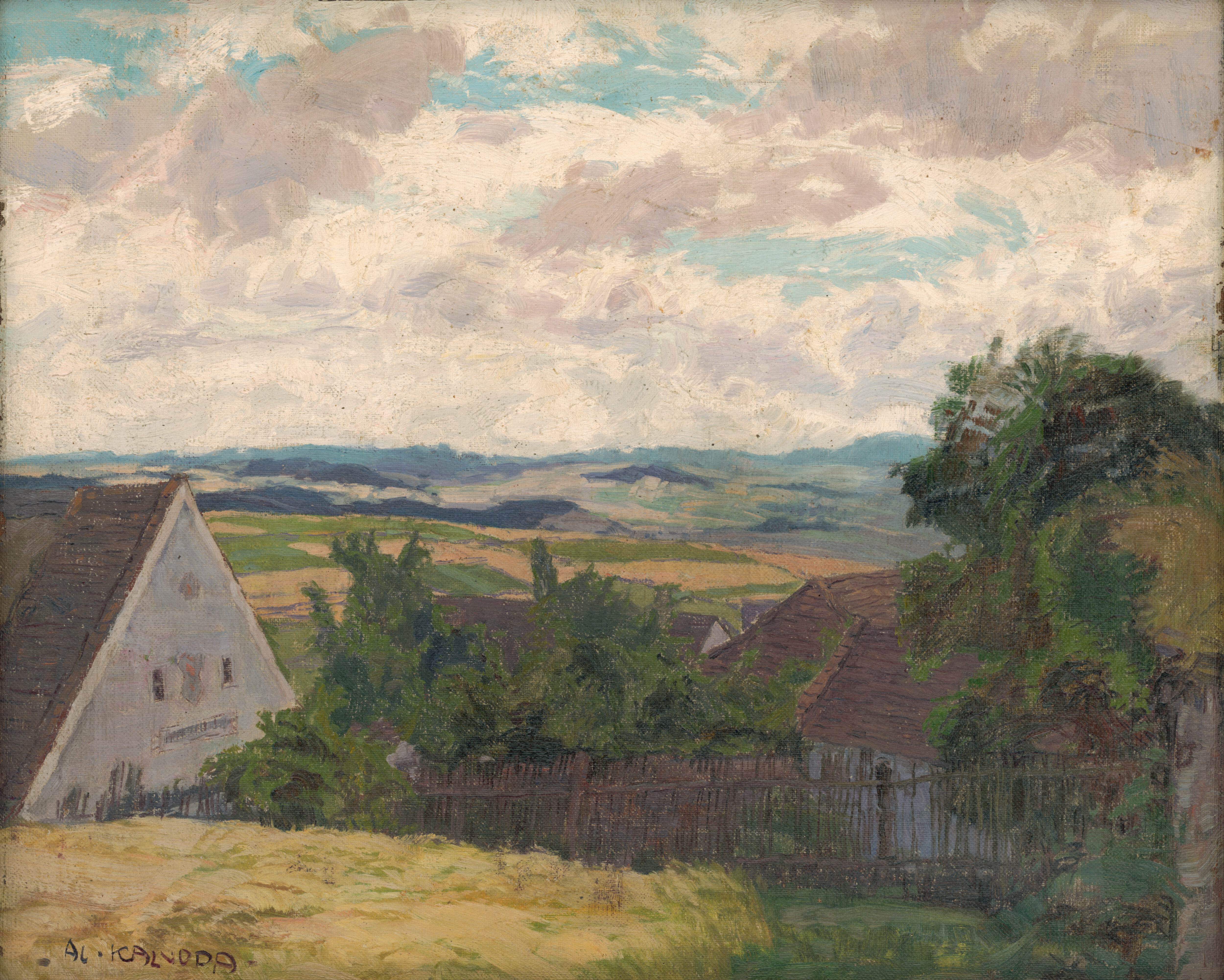
Alois Kalvoda Krajina (1920–25)
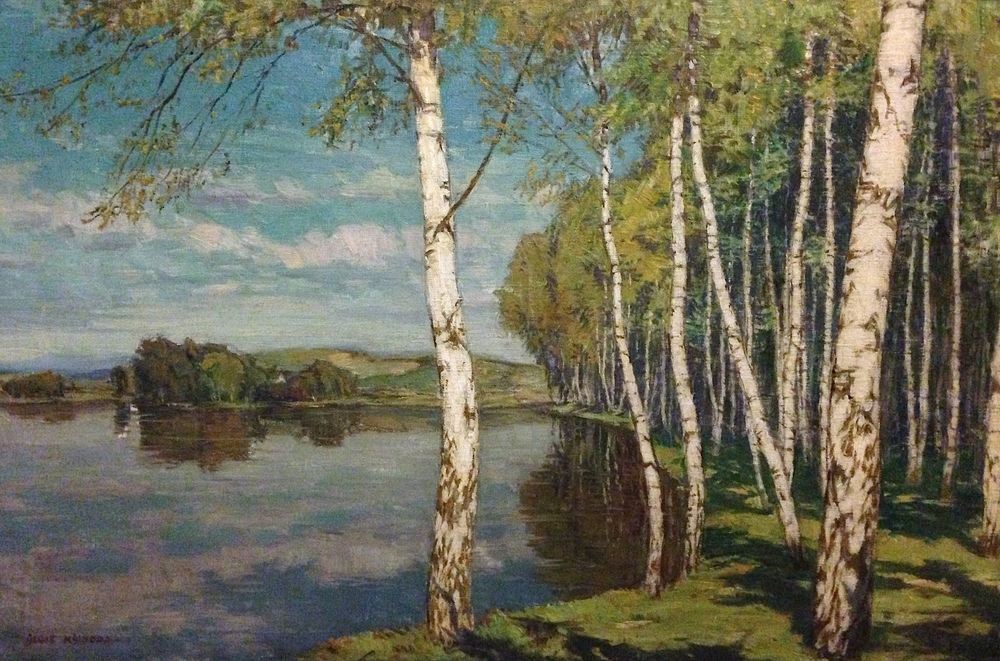
Alois Kalvoda Břízy
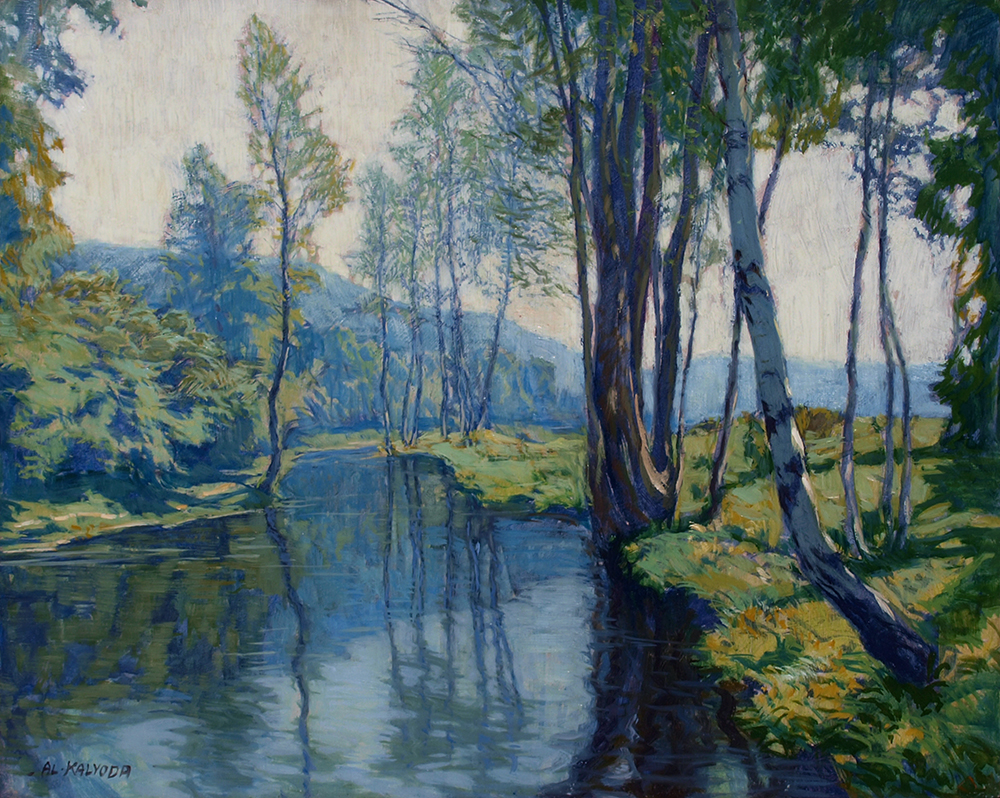
Alois Kalvoda Břízky u potoka
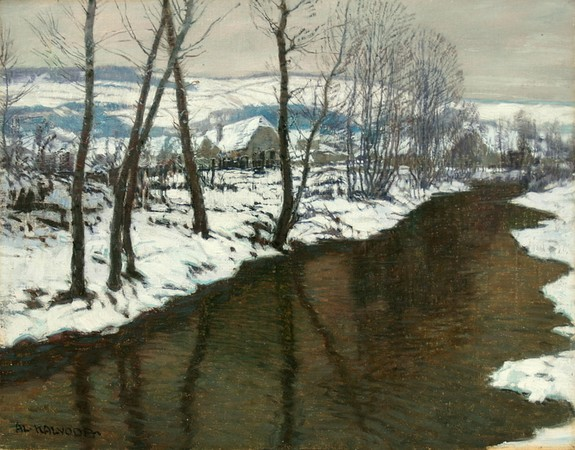
Alois Kalvoda Zimní potok

### Svazky knih
- Stará píseň (1903)[4]
- Ženy a lásky poesie Máchovy (1910)[5]
- Výchova uměním (1913)[6]
- Hořec (1924)[7]
- Přátelé výtvarníci (1929)[8]
- Dvě hry (1930)[9]
- Vzpomínky (1932)[10]